# 真・三國無双4トレーディングカードゲーム
真・三國無双4トレーディングカードゲーム（しん・さんごくむそう4-）は、コーエー（現コーエーテクモゲームス）より発売されていたトレーディングカードゲーム。同社の発売しているコンピュータゲーム「真・三國無双」を原作としている。現在はシリーズが終了している。
三国志の世界観を基に武将、計略、罠等を駆使し、相互の兵数（ライフ）を先に0にしたほうが勝者となる。
第1弾は3種類のスターターボックス「魏」「呉」「蜀」の各編とブースターパック、全266種のカードで構成される。
2006年4月、ブースターパック第二弾発売。全66種。

## カード構成
共通事項指揮官を除く全てのカードには以下の基本設定がなされている。
- 属性：イラスト左下方にマーク＋漢字で表記。火水木金土の五種。属性の出典は陰陽五行説によると見られる。
- コスト：右上隅に○数字で記載。このカードを使用するために必要な兵糧。0～8。コストは基本的に兵糧で支払うが、1ターンに1度のみ、手札1枚を捨て札置き場に送ることにより1コスト分支払える。
- ターム：このカードを使用するために必要なフィールドの属性。

右上隅に、各色の属性マークで記載、マークが1つならタームを1、2つなら2つ満たさなければ使用できない。タームを持たないカードもある。タームは「兵糧マス」に属性Aの武将を配置したときAのターム1を満たすことになる。他にも、武将、指揮官の能力、アイテムなどで満たせる場合もある。
武将攻撃力、戦功、効果、兵法能力を持ち、攻撃の主力を担う。配置にはコストの他、「布陣」を要するカードもある。
攻撃力：臨戦時には攻撃力に、行動不能時には守備の数値になる。武将同士の戦闘に使用する。
布陣：右上隅に旗印の中に数字で記載。3～6。布陣X（Xは以下全て数値を指す）を持つ武将は自分の場に、あらかじめX枚の武将が配置されていなければ配置できない。
戦功：イラストの右下に刀マークで記載。相手プレイヤーに直接攻撃を行った場合、この数だけ相手の兵数（ライフ）が減少する。0～4。
効果：条件を満たしたとき、任意若しくは誘発で起きる効果。固有の性質として持つ場合もある。
兵法能力：武将が持つ効果とは別の固定の特徴。「堅陣」「好戦」「猪突」「速駆」「流星」「経費」「移動」｢防御」がある。詳細は以下に述べる。
- - 堅陣：堅陣Xを持つ武将を攻撃対象に指定する場合の指定コストは、3（通常値）＋X枚になる。
  - 好戦：好戦Xを持つ武将が相手武将を攻撃対象にする場合の指定コストは、3（通常値）－X枚になる。
  - 猪突：猪突を持つ武将の攻撃は、全て相手プレイヤーに対する直接攻撃となる。（対武将の指定攻撃不可）
  - 速駆：速駆を持つ武将は配置されたターンに攻撃できる。
  - 流星：流星Xを持つ武将が戦闘で相手武将を撃破した場合、相手プレイヤーに与える撃破ダメージは1（通常値）＋X点となる。
  - 経費：経費Xを持つ武将がフィールドに存在する場合、自分ターンのエンドフェズに経費を支払ってよい。支払わない場合、その武将を破棄する。
  - 移動：移動Xを持つ武将はコストXを支払うことで、自分フィールド上の空きマスに移動できる。
  - 防御：防御A（Aは特定の属性）を持つ武将は属性Aのカードからの戦闘並びに効果のダメージを受けない。

計略自分、相手のメインフェイズに手札から使い捨てで使う。破壊、妨害、補助、補給などの役割を担う。　
アイテム発動されると場に残り続け、破壊されるまで効果が継続する。攻守値や戦功の補正、コストの増減、兵法能力の付加等の補助を担う。
罠自分フィールドに伏せて置いて条件を満たした場合に発動できる。計略と異なり、バトル中にも使用できる。主に、計略の妨害と相手武将の除去を担う。
指揮官3×3のフィールドの中央に置かれ、これ自身は戦闘には参加しない。このカードに記載された兵数と手札が、その戦闘における初期値となる。例外を除き、「（永続）効果」若しくは「無双」と呼ばれる起動効果を有する。
- - （永続）効果：指揮官の存在により、そのゲーム中、永続的に発生する効果。効果は弱め。
  - 無双効果：ゲーム中に1度、発動を選択し、指揮官を戦闘不能状態にすることで発動する。効果は強力。指揮官「大喬」か罠「落鳳破」でしか妨害されない。

## カードの属性
指揮官以外のカードは、「火」「水」「木」「金」「土」のいずれかの属性を持つ。
属性にはそれぞれ特徴があり、以下のように設定されている。
- 火 - ライフへの直接ダメージと速攻武将
- 水 - コスト及び手札破壊
- 木 - ドローと妨害（場からの武将の除去）
- 金 - 防御と回復
- 土 - 高戦功、高攻撃力

## フィールド
3×3のマス目状のフィールドで、現時点では中央には指揮官を配置する、周辺8マスに武将、アイテムなどを配置する。
中央以外のフィールドは兵糧マス、支援マス、戦功マスのいずれかであり、その種類の配置は指揮官により決定される。
兵糧マス（車輪マーク）通常2マス、1種類のみ3マス。ここに属性「A」の武将を配置した場合、「Aのタームを1つ満たす」状態となり、Aのターム1が必要なカードを使用できるようになる。ターム2が必要なカードを使用する場合、兵糧マスが2つであれば、双方のマスに共に属性「A」の武将が配置されていなければならない。
また、兵糧マスに武将を配置した場合、次の自分ターンに得られる兵糧（=コスト）が兵糧マス1につき1増える。
支援マス（旗マーク）通常4マスだが、稀に5マス。戦功マスが3マスの指揮官は3マス。ここに武将、アイテムなどを配置する。補助効果の中には支援マスでなければ使えないものも多い。
戦功マス（剣マーク）通常2マス。稀に1マス。3マスを持つ指揮官はメリットに近い。ここに武将を配置することで、相手プレイヤー若しくは相手武将に攻撃が可能になる。
指揮官マス（旗剣マーク）1マス。現時点では必ずフィールド中央。ゲーム開始時、指揮官を配置する。

## デッキ構成
枚数メインデッキ50枚　サイドデッキ15枚　指揮官3枚（同名指揮官は使用不可）
- 同名カードはデッキに3枚まで投入可能。指揮官カードと、武将カードの同名カードは同一カードとは見なさない。
- 例えば、指揮官「趙雲」と武将｢趙雲」3枚を使用しても問題ない。

### デッキ構築のポイント
- 無双のデッキは基本的にビートダウンで構成する。他のTCGで見られるロックバーン、ライブラリアウトなどの戦法は構築自体が非常に困難である。
- 特殊な指揮官を使用する場合を除き、デッキに使用する属性は1ないし2色にする。これはカードの使用に必要なタームを満たすための兵糧マスが2マスである事による。

## 勝利条件
- 対戦相手の兵数（ライフ）を0とする。
- 一方のプレイヤーのデッキの残りが0枚となり、新たにドロー出来ない時。

## レアリティ
本作のカードには以下のレアリティが存在する。判別はカード右下隅のエクスパンジョンマーク（第1弾：虎、第2弾：龍）による。
- 市販品
  - コモン：赤マーク・パックであれば10枚のうち7枚
  - アンコモン：銀マーク・パックに2枚
  - レア：金マーク・パックに1枚（第2弾よりレアには通常版とホログラム版が設定され、ホログラム版はさらに希少である）
- 限定品(2006年9月現在)
  - プロモカード：ホログラム仕様のコモンカード。「一夜城」「偽手紙」「威圧」の3種。
  - 入賞プロモカード：絵柄違い、ホログラム仕様のレアカード。「張郃」「星彩」「周瑜」の3種。
  - ゲーム付録：絵柄違い、ホログラム仕様のレアカード。「夏侯惇」「孫尚香」「黄忠」「孫策」｢指揮官・趙雲」「指揮官・曹丕」の6種。

## 公式サイト
- 真・三國無双4トレーディングカードゲーム